# Soneacine, Moghilău
Soneacine (în ucraineană Сонячне) este un sat în orașul regional Moghilău din regiunea Vinnița, Ucraina.

## Demografie
Componența lingvistică a localității Soneacine
     Ucraineană (98,03%)
     Rusă (1,97%)
Conform recensământului din 2001, majoritatea populației localității Soneacine era vorbitoare de ucraineană (98,03%), existând în minoritate și vorbitori de rusă (1,97%).